# Institut universitaire en santé mentale de Montréal
L'Institut universitaire en santé mentale de Montréal (anciennement l'hôpital Louis-Hippolyte-Lafontaine et l'asile Saint-Jean-de-Dieu) est un établissement de soins psychiatriques de Montréal affilié à l'Université de Montréal. Il est situé près de la station de métro Radisson dans l'arrondissement Mercier–Hochelaga-Maisonneuve.

## Description
L'établissement reçoit des personnes ayant des problèmes de santé mentale sévères.
Il ouvre ses portes en 1873 sous le nom d'« Asile (hospice) Saint-Jean-de-Dieu », en l'honneur du saint du même nom. Il a été fondé par les sœurs de la Providence de Montréal. On l'a aussi désigné sous le nom d'« asile de Longue-Pointe », du nom de l'endroit où vivaient des colons français. Les sœurs de la Providence demeurent en charge de l’asile, jusqu’en 1974, date à laquelle le ministère des Affaires sociales en prend la charge. L’année suivante, l’établissement est rebaptisé hôpital Louis-Hippolyte-Lafontaine.

## Histoire

### Débuts
En 1873, le gouvernement du Québec octroie un contrat de cinq ans aux sœurs de la Providence pour qu’elles s’occupent de ceux que l'on appelait les idiots, les imbéciles et les fous[réf. incomplète]. Les religieuses ouvrent d’abord l’asile dans les locaux de leur maison-mère, située dans le Faubourg à m'lasse, sur la rue Sainte-Catherine. En 1852, à l’étroit dans ces locaux, les sœurs de la Providence aménagent la résidence Saint-Isidore, dans Longue-Pointe, qui leur avait été concédée en 1845, pour fonder l’asile. À son ouverture, la maison héberge 17 personnes. Ce bâtiment devenu exigu à son tour, les sœurs de la Providence envisagent  rapidement la construction d’un établissement permanent sur un immense terrain à l’extérieur du village de Longue-Pointe. En 1875, les travaux terminés, le bâtiment de cinq étages possède 79 chambres privées, 51 dortoirs, 150 cellules, 7 parloirs, 23 réfectoires, 27 salles de traitement et 2 infirmeries.

### Incendie de 1890
En 1890, un violent incendie détruit complètement l’asile qui héberge alors 1 200 pensionnaires, le feu ayant pris naissance dans la section des femmes ; 86 patientes et gardiennes y trouvent la mort. Les autres résidents sont relocalisés, laissés dans des pavillons temporaires érigés sur le vaste terrain de Longue-Pointe. La reconstruction est terminée en 1901. Au total, 104 personnes perdent la vie,. L’asile reconstruit se compose de 12 pavillons où la pierre remplace le bois des anciens bâtiments. Les registres qui ont été sauvés des flammes comprennent le registre d’admission de 1873 ainsi que les registres de décès. Ceux-ci précisent le type de patient accueilli dans l’établissement selon l’époque, les diagnostics qui étaient prononcés (de la débilité, de l’idiot, ou de l’imbécillité, terme scientifique d’époque).

### Vie asilaire auXXesiècle
L’historienne Marie-Claude Thifault décrit les conditions de vie des hospitalisés : « Les dortoirs sont bien ventilés et éclairés d'une lumière naturelle. Les lits sont en fer et munis d'un sommier, d'un matelas de crin et de laine. Draps et couvertures, comme tout l’appartement, sont dans un état de propreté sans irréprochable* (9)**. Non loin des dortoirs, il y a de petites chambrettes qui ont plutôt l’air confortable (10)**. Elles sont réservées aux patientes agitées : ce sont les cellules d’isolement. Dans les cuisines, il y a une odeur de bon pain. Au rez-de-chaussée, un long corridor. Des wagons spéciaux munis de réchauds et tirés par une petite locomotive électrique, le Saint-Raphaël transportent la nourriture en direction des pavillons. [...] Du point de vue physique, l'Hôpital Saint-Jean-de-Dieu, complètement reconstruit et inauguré en 1901, était un centre de santé mentale qui offrait aux aliénées tout le confort moderne. Souvent qualifiés d’enchanteurs, les murs de la folie sont présentés, entre autres, par le journal La Patrie de façon à en faire ressortir l’esthétisme et la beauté. Dans leurs articles, les journalistes ne font cependant pas la promotion de certains détails spécifiques reliés à l’environnement asilaire, tels les barreaux et les grillages installés aux fenêtres de l’institution. Néanmoins, en comparant les conditions de vie réservées aux aliénés et celles, de façon générale, des citoyens montréalais, nous comprenons que les patients de l’hôpital, dans bien des cas, bénéficiaient de commodités peu répandues dans les logis de l’époque ».
C’est à cette époque que le poète Émile Nelligan est interné à l’asile Saint-Jean-de-Dieu. Il y séjourne de 1925 à 1941. L’asile Saint-Jean-de-Dieu s’étendait sur une superficie de 350 arpents et obtient, en 1897, une autonomie municipale du gouvernement du Québec. L’asile se compose alors de 14 pavillons où les pensionnaires, hommes et femmes, sont hébergés dans des bâtiments distincts. On note la présence d’ateliers de tissage et de jardins potagers de façon à fournir des activités aux résidents hospitalisés.

### Création de la première école d’infirmières en psychiatrie au Canada
En 1912, au pavillon Bourget de l’asile, est créée la première école pour la formation d’infirmières en psychiatrie, appelées à cette époque « garde-malades ». Les premières diplômées de l’école sont des novices religieuses.
« Les congrégations catholiques de soignantes, éduqués et dévoués avaient mis en place un système très efficace de soins infirmiers, au sein des premiers hôpitaux, fondés au Canada français, comme là, très bien montré, Nathalie, Davis, 1995, pour Marie Blin, incarnation, l’une des fondatrice française de ses ordres, elle apporte avec elle non seulement suffisamment d’argent et de reconnaissance pour bâtir des grands hôpitaux comme les hôtels Dieu de Montréal, et de Québec, mais aussi une expertise scientifique dans le traitement des patients et de l’assistance aux pauvres, très vite, leur expertise en tant que fondatrice Propriétaire, ou gestionnaire d’institution de santé, hôpitaux, dispenser, autres et reconnu apprécié le modèle hiérarchique, calquer sur celui des communautés religieuse, catholique, et dominant, de même que l’idéologie de la charité chrétienne, au plus démunis et de la rédemption par les soins… »
Puis en 1917 la Direction de l’asile accepte les premières gardes-malades laïques non religieuses. Les candidats masculins sont automatiquement refusés, la profession étant réservée aux femmes. Graduellement, apparaissent des femmes laïques. La formation est de quatre années avec des stages à l’asile. Au fil des années, le nombre de gardes-malades laïques s’accroît et devient majoritaire.
En 1957, se déroule la première grève syndicale des infirmières. Une première convention de travail est conclue avec la direction de l’hôpital.
« En moins de 20 ans, le système multiséculaire de santé, mis en place par les congrégations, franco catholiques et dominant au Québec se voit ébranlé dans ces fondements, certes le tournant scientifique, pris par la médecine et la domination rapide de ce secteur, ainsi que l’intervention progressive de l’État provincial aller dans une certaine mesure fédérale comme instance de régulation contribue la modifier le système de santé, ces transformations majeures, ont-elles eu raison des modèles désormais jugé trouvé vétuste de nursing, préconisée par ses congrégations, l’association de la réforme protestante d’honneur à la modernité à la science à la professionnalisation des soins et à la laïcité, n’est-elle pas abusive l’histoire plus détaillée de la réforme engagée dans le milieu franco catholique… »
L’école des infirmières de l’hôpital Saint-Jean-de-Dieu est dissoute dans les années 1960 pour faire place à une formation de trois ans dans les CEGEP.

## Création et développement d’une pharmacie hospitalière
Selon les écrits d’une religieuse supérieure de la Communauté des sœurs de la providence, sœur Thérèse de Jésus, dès ses débuts, l’asile avait une pharmacie. À la fin du XIXe siècle, la pharmacie est principalement un laboratoire de préparation de médicaments où sont utilisés des mélanges d’herbage, de tisane et de barbituriques. En 1929, la pharmacie prend possession de nouveaux locaux situé au rez-de-chaussée dans l’aile  ouest du pavillon Bourget. Dans les années 1940, le service de la pharmacie de l’asile prend de l’ampleur grâce à l’embauche de religieuses récemment diplômées du collège des pharmaciens de la province de Québec. Dans les années 1950, les premiers neuroleptiques remplacent progressivement l’emploi de contraintes physiques aux patients en crise.
Le premier chef masculin laïque et du service de la pharmacie est nommé en 1962. En 1974, on implante un système manuel de distribution à dose unique pour les unités de soins. En 1986, c’est l’implantation d’un premier système informatisé de gestion d’ordonnances et de médicaments pour tous les patients hospitalisés. En 2008, c’est le renouvellement de la collaboration entre le département de pharmacie de l’Université de Montréal avec le Service de la pharmacie de l’hôpital afin d’activer des postes de professeurs conjoints et l’embauche d’un premier diplômé d’un doctorat en pharmacie.

## L’hôpital se désinstitutionnalise
Au mois d’août 1961, paraît le livre Les fous crient au secours de Jean-Charles Pagé, un ancien patient de l’hôpital Saint-Jean de Dieu. Ce livre retentit dans tout le Québec de la Révolution tranquille. Cette prise de conscience de la condition asilaire des personnes hospitalisées va emmener la création de la Commission Bédard. Sur les soins psychiatriques au Québec, présidé par Dominique Bédard, Denis Lazure et Charles A. Roberts. Les trois sont des médecins psychiatres.
En 1976, l'hôpital Saint-Jean-de-Dieu change de nom pour devenir l'hôpital Louis-H.-Lafontaine, en l'honneur du premier ministre Louis-Hippolyte La Fontaine.
L’hôpital pouvait accueillir jusqu’à 5 000 patients. Le nombre a grandement diminué avec la désinstitutionnalisation des années 1980 et plusieurs ailes des pavillons sont fermées depuis. Durant les années 1980, la tendance est aux congés temporaires et le retour dans la famille est maintenant favorisé sinon encouragé. Jusqu’au départ des sœurs de la providence en 1974, l’asile accueille deux types de patients : d’une part, les patients publics dont les frais de séjour sont payés par le gouvernement, d’autre part, les patients privés dont les frais sont acquittés par la famille ou le patient lui-même. On retrouve ainsi aujourd’hui deux catégories de registre apportant des informations différentes. Les patients qui jouissaient d’une chambre privée ou semi-privée souhaitaient en effet souvent que leur séjour soit maintenu dans la confidentialité à tel point qu’il nous est encore difficile aujourd’hui de trouver de l’information autre qu’une simple ligne dans l’un des registres privé sur ses patients.

## Avènement de la psychiatrie communautaire
Le 14 octobre 2011, l’hôpital Louis Hippolyte Lafontaine est maintenant désigné par Institut universitaire en santé mentale. Le 5 mars 2013, l’établissement change de nouveau de nom pour  devenir l’Institut universitaire en santé mentale de Montréal.
La réduction marquée des hospitalisations est rendue possible par la mise sur pied de ressources communautaires de type famille d’accueil, foyers et appartements supervisés. C’est la nouvelle approche de ce début du XXIe siècle.
Le 1er avril 2015, l'Institut est jumelé avec l'Hôpital Maisonneuve-Rosemont, l'Hôpital Santa Cabrini, l'Institut canadien-polonais du Bien-Être, le Centre de santé et de services sociaux de Saint-Léonard et Saint-Michel, le Centre de santé et de services sociaux de la Pointe-de-l'Île et le Centre de santé et de services sociaux Lucille-Teasdale pour former le Centre intégré universitaire de santé et de services sociaux de l'Est-de-l'Île-de-Montréal. En 2024, un nouveau pavillon est construit à l’arrière de l’hôpital. Ce pavillon est destiné à l’hébergement de personnes âgées psychiatrisees en perte d’autonomie physique. L’ouverture est prévue pour 2025.

## L'hôpital en chiffres

### Personnel
- 400 infirmières
- 500 intervenants et professionnels
- 113 médecins et dentistes
- 51 chercheurs équivalents temps complet
- 70 professeurs et membres du corps professoral
- 600 stagiaires pour un total de 130 000 heures de stage
- 15 corps de métier de l'entretien et de la construction

### Personnes desservies
- 6 000 utilisateurs différents consultent à chaque année
- 4 200 visites au service de psychiatrie des urgences
- 1 500 places d'hébergement dans la communauté
- 389 lits[19]

## Images

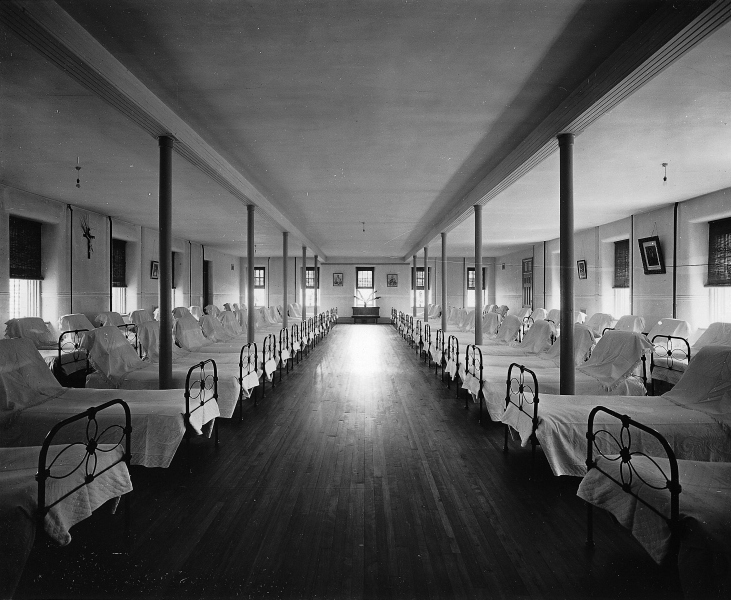
Dortoir à l'asile de Longue-Pointe, 1911.
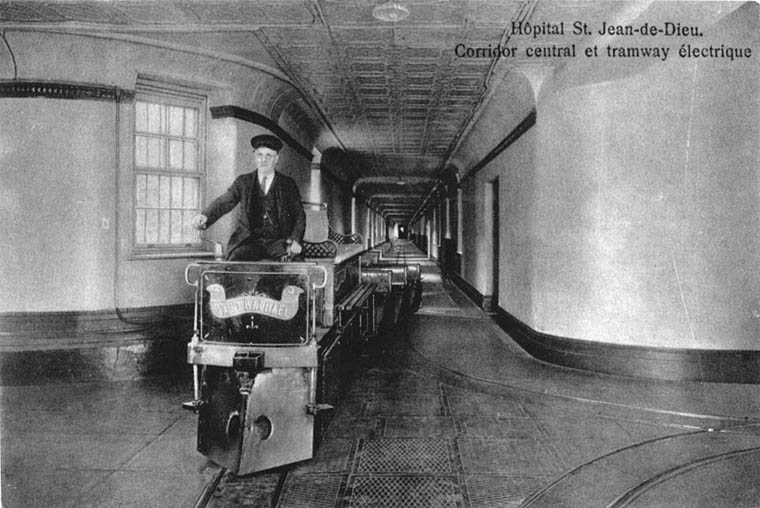
Corridor central et tramway électrique.
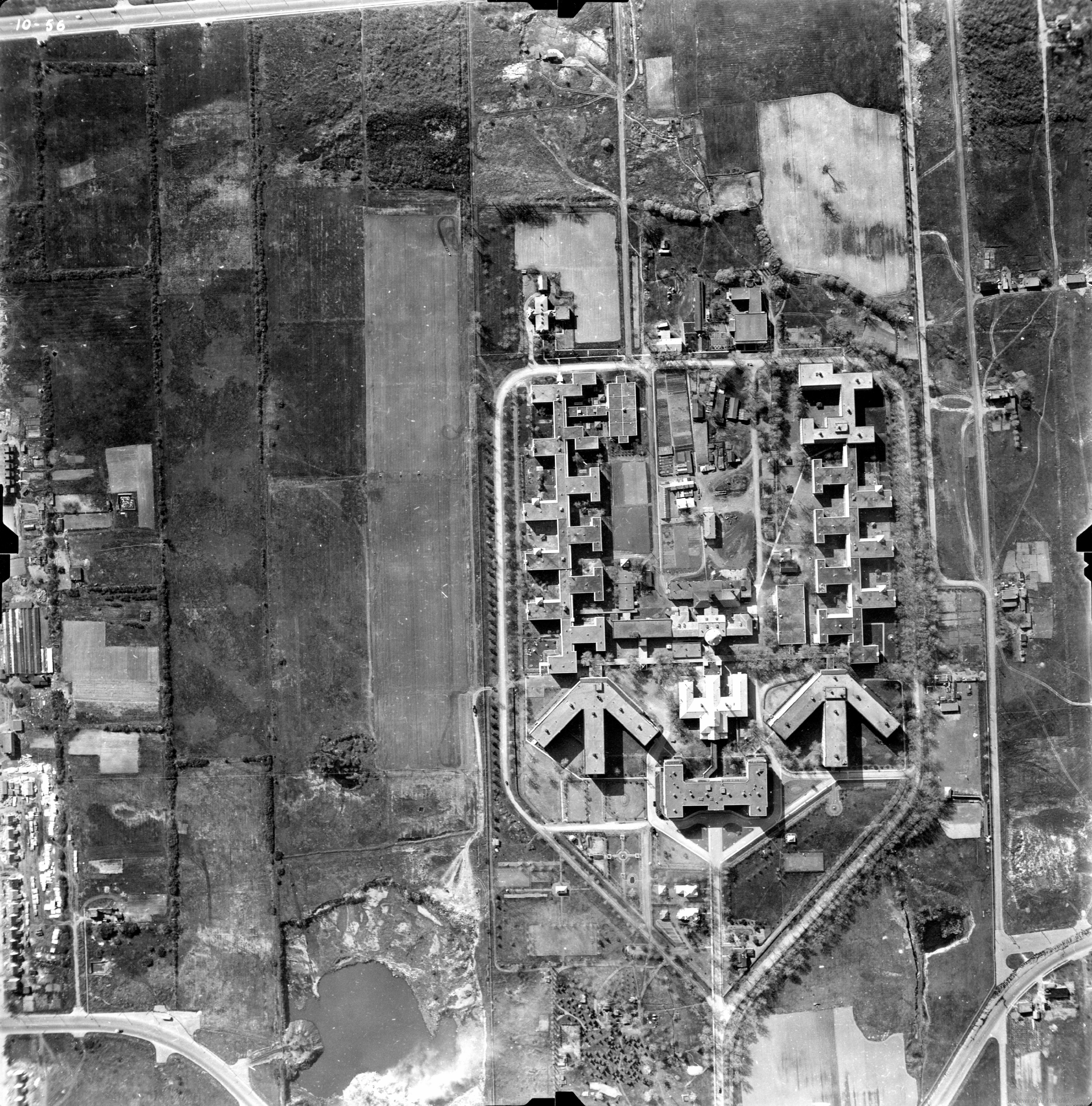
Photographie aérienne, 1947.
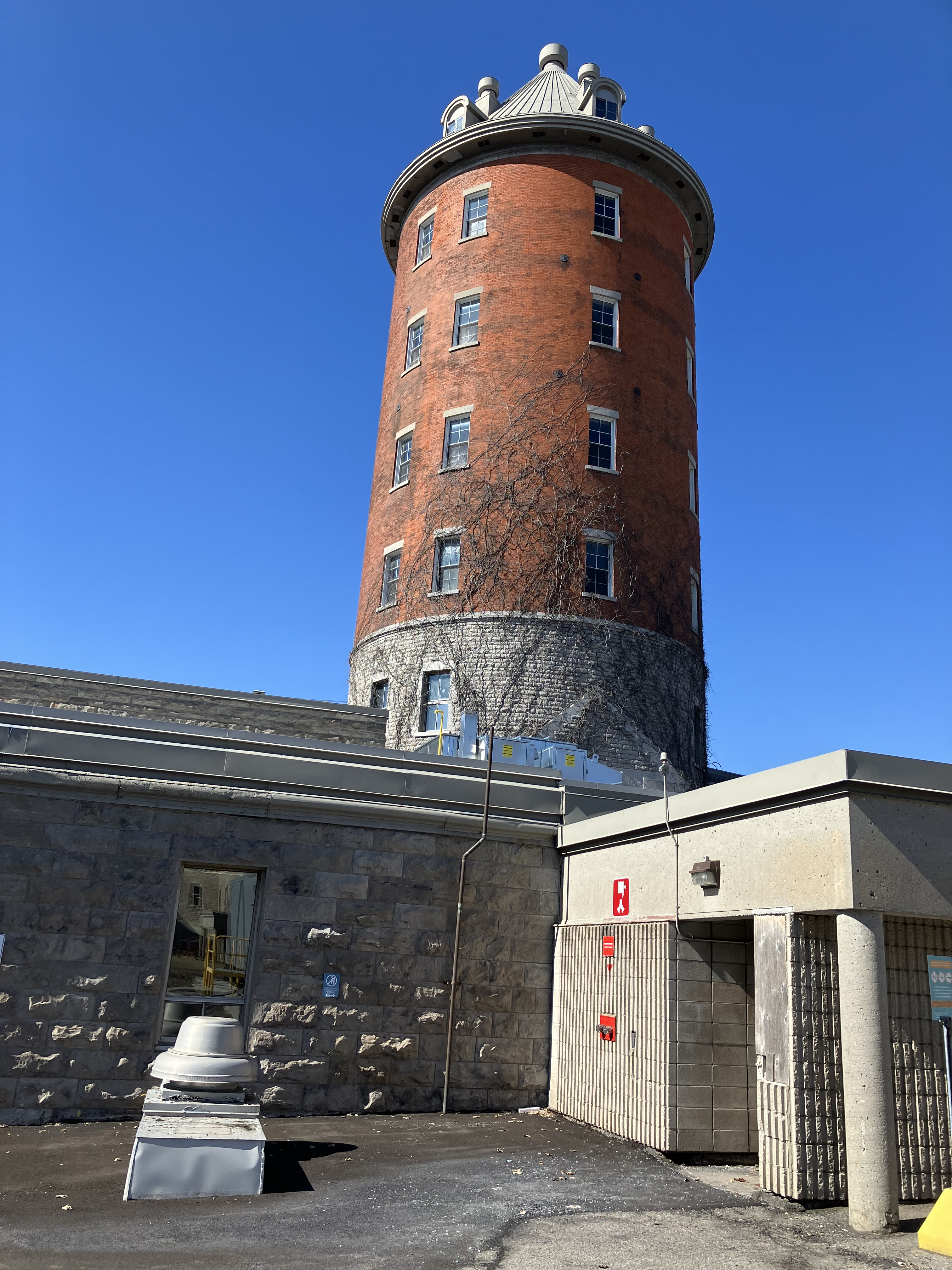
Château d'eau.
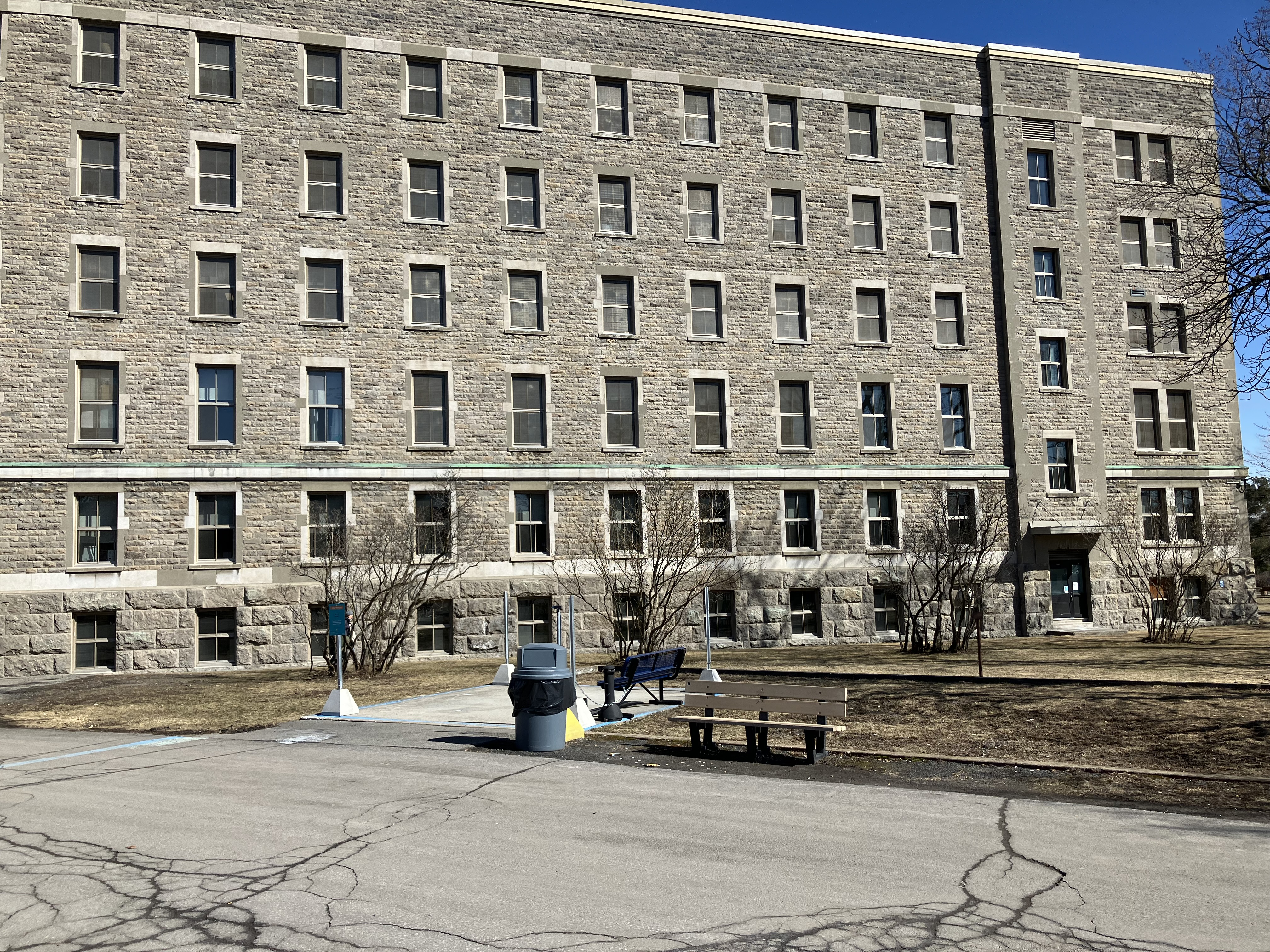
Pavillon Cloutier.